# Карсский округ
Карсский округ — административная единица в составе Карсской области, существовавшая в 1878—1918 годах. Центр — город Карс.

## История
Карсский округ в составе Карсской области Российской империи был образован в 1878 году. В 1881 году границы округа были изменены. В 1918 году Карсский округ, как и вся Карсская область, отошёл к Турции.

## Население
По данным первой всеобщей переписи населения 1897 года в округе проживало 134 142 человек. В том числе, чел.:
- армяне — 46 715 (34,83 %),
- карапапахи — 22 002 (16,40 %),
- славяне (в основном великорусы (русские), а также малорусы (украинцы), белорусы) — 20 376 (15,19 %),
- греки — 14 805 (11,04 %),
- турки — 10 609 (7,91 %),
- курды (и езиды) — 9 165 (6,83 %),
- туркмены — 2 456 (1,83 %),
- поляки — 2 093 (1,56 %),
- татары (азербайджанцы)[Комм. 1]— 1 439 (1,07 %),
- евреи — 755 (0,56 %),
- литовцы — 611 (0,46 %),
- айсоры (ассирийцы) — 585 (0,44 %),
- эстонцы — 424 (0,32 %),
- осетины —  401 (0,30 %),
- аварцы и даргинцы — 371 (0,28 %),
- персы —  317 (0,24 %),
- грузины —  308 (0,23 %)
- немцы —  294 (0,22 %),
- башкиры — 206 (0,15 %),
- остальные народности — 210 (0,16 %) . В Карсе проживало 20 805 чел.

Согласно Кавказскому календарю на 1915 г., население к 1914 году составляло 176 288 чел., из них, чел.:
- армяне — 73 235 (41,54 %),
- турки — 24 907 (14,13 %),
- русские — 15 862 (9,0 %),
- курды — 10 888 (6,18 %),
- евреи — 61 (0,03 %),
- езиды — 21 (0,01 %)
- и др.

## Административное деление
Округ делился на участки, а те на сельские округа. В 1914 году в округе было 5 участков и 21 сельский округ:
- Агбабаинский участок (центр — село Амасия)
  - Кизил-Дашский с.о.
  - Тапакейский с.о.
- Зарушадский участок (центр — село Гренадерское)
  - Гегярчинский с.о.
  - Джадаринский с.о.
  - Ново-Дубовский с.о.
  - Ново-Петровский с.о.
  - Романовский с.о.
- Карсский участок (центр — город Карс)
  - Александровский с.о.
  - Благодарненский с.о.
  - Владикарсский с.о.
  - Гарам-Вартанский с.о.
  - Куридаринский с.о.
  - Магараджикский с.о.
  - Ново-Михайловский с.о.
  - Прохладнинский с.о.
- Соганлугский участок (центр — село Сарыкамыш)
  - Ел-Кечмазский с.о.
  - Енгиджинский с.о.
  - Ново-Селимский с.о.
- Шурагельский участок (центр — село Кизил-Чахчах)
  - Байрахтарский с.о.
  - Кизил-Чахчахский с.о.
  - Одинцовский с.о.